# Pieve di San Giovanni e Santa Maria Assunta
La pieve di San Giovanni e di Santa Maria Assunta si trova a Cascina.

## Storia
Il documento più antico riferito dalla pieve risale al 26 luglio 750 e si riferisce ad un’elargizione di beni da parte di un certo vir devotus Racolo.
Come sostenne Ludovico Antonio Muratori nel tomo 3° delle Antiquitates Italicae Medii Aevi negli anni 801, 819 e 876 a Cascina esisteva una plebs battesimalis cum curte.
La pieve tuttavia come la vediamo oggi fu costruita alla fine dell'XI secolo e terminata nella prima metà del secolo successivo. Anche il campanile è del XII secolo, ma la parte superiore venne ricostruita alla fine del Duecento.

## Descrizione

### Esterno
La facciata a capanna è in pietra verrucana con intarsi di marmo e ardesia. È spartita in cinque parti da lesene e archi ciechi che, curiosamente, si prensentano di diversa dimensione ed altezza. Tre di questi includono i tre portali e tre archi ciechi più piccoli, mentre gli altri due hanno le tipiche losanghe scalate o rombi gradonati tipici dello stile romanico pisano.
Tre archeggiature scandiscono anche la parte superiore, in cui è presente una bifora al centro e si ripete il motivo della losanga ai lati, impreziosita da intarsi marmorei. Il timpano presenta due oculi affiancati ad una croce centrale, in intarsio marmoreo.
I fianchi della chiesa sono decorati con una fascia continua di archetti monolitici in cui spiccano motivi a rosette e fiori. Interessante sul versante destro un’iscrizione relativa a Federico II re di Sicilia (1228), probabilmente elemento di spoglio proveniente dal meridione. Alessandro da Morrona, nella sua opera "Pisa illustrata nelle arti e nel disegno", sostenne che nella chiesa "molto diaspro di Sicilia ivi spicca", e questo sarebbe dovuto proprio all’iscrizione stessa che recita "Federico II Re di Sicilia".

### Interno
La chiesa è a pianta basilicale a tre navate, spartite da otto archi a tutto sesto per lato, sei colonne monolitiche in gran parte marmoree, ma anche di granito rosa e marmo cipollino, e dotate di capitelli corinzi e infine un pilastro al centro a sostituire la quarta colonna. La navata centrale termina con un’abside semicircolare, mentre le due laterali sono a fondo piatto.
La navata centrale è coperta da un soffitto a cassettoni lignei probabilmente non originale, mentre le due laterali hanno volte a crociera.
Tra le opere conservate all’interno, due frammenti d'affresco trecenteschi sul pilastro destro con la "Madonna con Bambino", una "Madonna con Bambino" in terracotta attribuita a Benedetto da Maiano (XV secolo), un'acquasantiera romanica del XII secolo.